# Megachile nigrimanus
Megachile nigrimanus är en biart som beskrevs av Schulten 1977. Megachile nigrimanus ingår i släktet tapetserarbin, och familjen buksamlarbin. Inga underarter finns listade i Catalogue of Life.